# Armeria belgenciensis
Armeria belgenciensis  är en triftväxtart som beskrevs av P. Donadille. och Michel François-Jacques Kerguélen. Armeria belgenciensis ingår i släktet triftar, och familjen triftväxter.
Inga underarter finns listade i Catalogue of Life.

## Habitat
Det finns en samlad grupp om drygt 350 exemplar nära Toulon i södra Frankrike, 370 m ö h. Man har dessutom långt bort i norra Frankrike hittat ytterligare exemplar. Andra förekomster av Armeria belgenciensis är inte kända. Arten är rödlistad i Frankrike.
Bild på herbariumexemplar. Arket förvaras vid Museum national d'Histoire naturelle, MNHN i Paris.